# The Jacksons Live!
The Jacksons Live! är ett livealbum av The Jacksons, som spelades in och släpptes under deras mycket populära Triumph tour 1981 i USA.
I showen framfördes låtar från Motown och CBS och några låtar från Michael Jacksons album Off the Wall.
Vid den här tiden så hade Michael. 23, blivit väldigt populär och The Jacksons hade blivit legender och fått sin egen stjärna på Hollywood Walk of Fame. Efter Triumph tour så dröjde det fyra år innan gruppen turnerade igen, detta var på grund av Michael soloalbum Thriller.

## Låtlista
1. "Opening/Can You Feel It" (J.Jackson/M.Jackson) 6:05
2. "Things I Do For You" (Jackson/Jackson/Jackson/Jackson/Jackson) 3:39
3. "Off The Wall" (R.Temperton) 3:59
4. "Ben" (Scharf/Black) 3:52
5. "This Place Hotel" (M-Jackson) 4:40
6. "She's Out Of My Life" (T.Bahler) 4:48
7. "Movie and Rap, Including Excerpts of: I Want You Back/Never Can Say Goodbye/Got to Be There" (The #Corporation/Davis/Willensky) 3:05
8. "Medley: I Want You Back/ABC/The Love You Save" (The Corporation) 2:59
9. "I'll Be There" (Hutch/West) 3:11
10. "Rock With You" (R.Temperton) 3:58
11. "Lovely One" (Jackson/Jackson) 6:29
12. "Working Day & Night" (M.Jackson) 6:54
13. "Don't Stop 'Til You Get Enough" (M.Jackson) 5:24
14. "Shake Your Body (Down to the Ground)" (M.Jackson/R.Jackson) 8:31